# エセル・スカケル・ケネディ
エセル・スカケル・ケネディ（Ethel Skakel Kennedy, 1928年4月11日 - 2024年10月10日）は、第35代アメリカ合衆国大統領ジョン・F・ケネディの弟でケネディ政権の司法長官を務めたロバート・ケネディの妻。7男4女の11人の子を出産した。夫の死後、ロリー・ケネディを出産し、正義と人権のためのロバート・F・ケネディセンターを設立した。2014年、大統領自由勲章受章。
2024年10月10日の朝、1週間前に患った脳卒中の合併症により死去。96歳没。

## 出自
エセル・スカケルはシカゴの実業家・ジョージ・スカケル（1892年 - 1955年）と秘書アン・ブランノック（1892年 - 1955年）の娘として生まれた。ジョージはオランダ系のプロテスタント、アンはアイルランド系のカトリック信徒であった。